# Banc de Cap Verd
El Banc de Cap Verd és el banc central de Cap Verd. Es troba a la capital del país, a la vila de Praia a l'illa de Santiago.

## Història
El govern va establir el Banc de Cap Verd en 1975 com a banc que combina funcions de banc central i banca comercial. El govern va crear el banc mitjançant la nacionalització de les operacions del banc colonial i ultramarí portuguès, el Banco Nacional Ultramarino, que havia establert la seva primera sucursal a Cap Verd en 1865. En 1993, el govern va desactivar les funcions de banca comercial al recentment establert Banco Comercial do Atlantico, que posteriorment privatitzaria després de 1998.